# Chung cư Carl Bradtke ở Bydgoszcz
 Chung cư Carl Bradtke là một tòa nhà cư trú lịch sử nằm ở Phố Gdańska N ° 93, ở Bydgoszcz, Ba Lan. Nó được đăng ký trong danh sách Di sản Voivodeship của Kuyavian-Pomeranian.

## Vị trí
Tòa nhà nằm ở phía đông của phố Gdańska giữa phố Świętojańska và phố Chocimska.
Nó nằm gần các khu nhà đáng chú ý trong cùng một đường phố:
- Biệt thự Carl Grosse ở N ° 84;
- Chung cư Otto Riedl ở N ° 85;
- Biệt thự Hugo Hecht ở N ° 88-90;
- Chung cư tại đường cao tốc 91;
- Chung cư Hugo Hecht ở N ° 92-94.

## Lịch sử
Ngôi nhà được xây dựng vào năm 1895-1896, dưới sự thiết kế của kiến trúc sư Joseph Święcicki cho một nghệ sĩ đẽo đá bậc thầy Carl Bradtke. Carl Bradtke cũng đã làm việc với Fritz Weidner để xây dựng tòa nhà gần đó ở N ° 91.
Ngôi nhà, ngay từ đầu, đã được coi là một tòa nhà cho thuê cũng như một thương mại với hai cánh hợp nhất ở phía sau. Tên viết tắt của chủ sở hữu đầu tiên ("CB") xuất hiện trong một biển oval của một trán tường nằm ở trên.
Địa chỉ ban đầu của ngôi nhà là Danzigerstr. 53.
Vào đầu thế kỷ 20, khu nhà này có một đại lý xe đạp, công ty Patria, do Erich Krahn điều hành.
Vào những năm 1920, một nhà bảo trợ (tiếng Ba Lan: Piekarnia) thuộc sở hữu của Emil Kobielski đã được vận hành trong tòa nhà.

## Tính năng, đặc điểm
Tòa nhà có một mặt tiền được trang trí phong phú với hai đầu hồi bên nhỏ, trong đó có một máng xối trên nền lông đà điểu. Kiến trúc sư đã tạo ra một tổ hợp chức năng của các tòa nhà tập trung xung quanh một sân hình chữ nhật được bao quanh ở phía sau. Một hành lang cho phép xây dựng ngôi nhà dân cư nằm ở phía sau của khu vườn.
Tòa nhà phía trước theo phong cách Lịch sử với các tham chiếu đến Tân Baroque và Rococo. Trong cùng khu vực, Józef więcicki cũng tồn tại cùng với các tòa nhà khác:
- Khách sạn "Pod Orleansem" tại đường Gdańska 14;
- Chung cư Oskar Ewald tại đường Gdańska 30;
- Chung cư Józef więcicki tại đường Gdańska 63;
- Chung cư tại đường Gdańska 86;
- Chung cư Hugo Hecht tại đường Gdańska N ° 92-94;
- Chung cư tại Plac Wolności 1.

Tòa nhà đã được đưa vào Danh sách Di sản Voivodeship của Kuyavian-Pomeranian N ° 601318 Reg. A / 1126 / 1-4, vào ngày 5 tháng 6 năm 1993.

## Hình ảnh

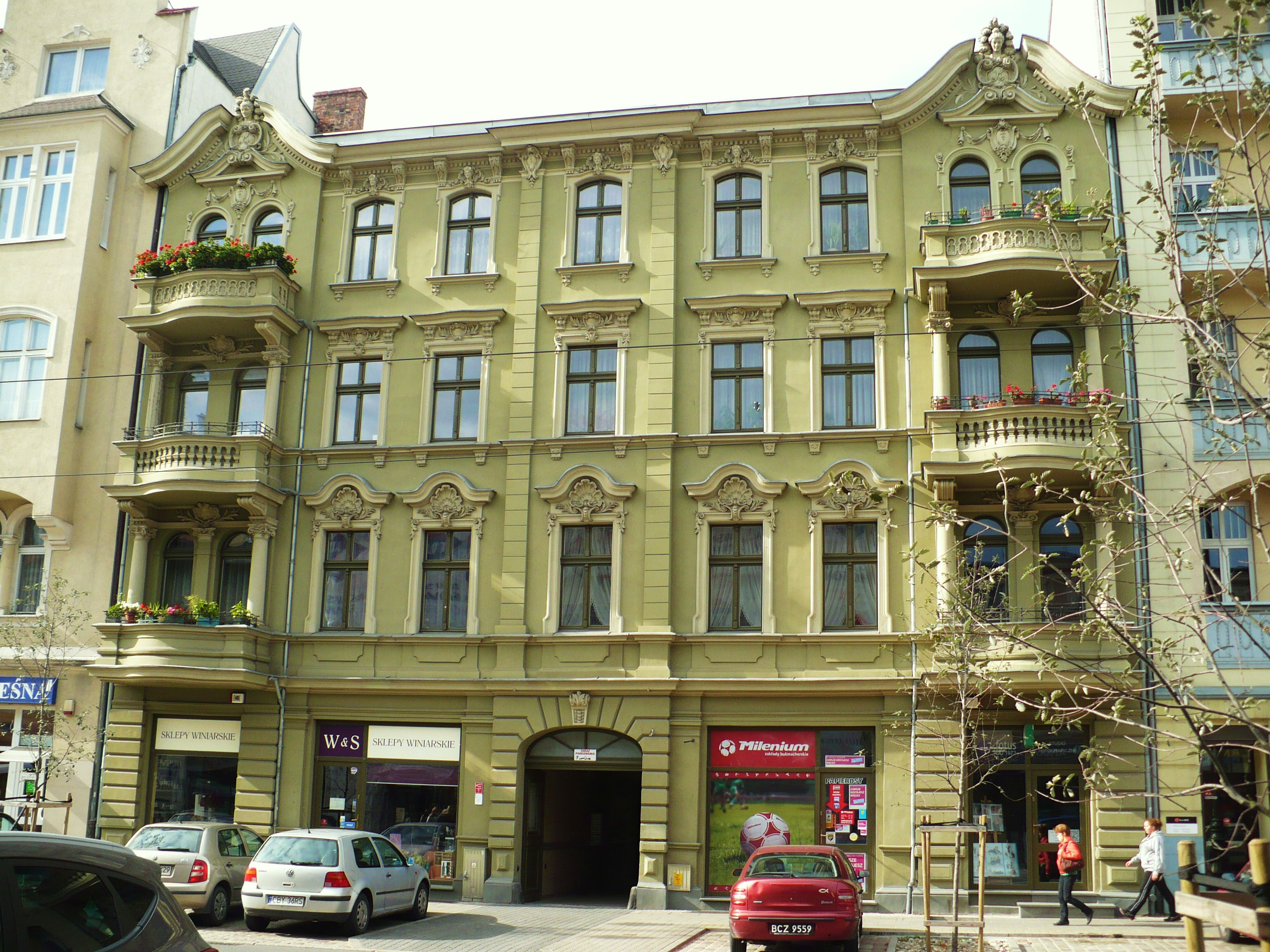
Mặt tiền trên phố Gdanska
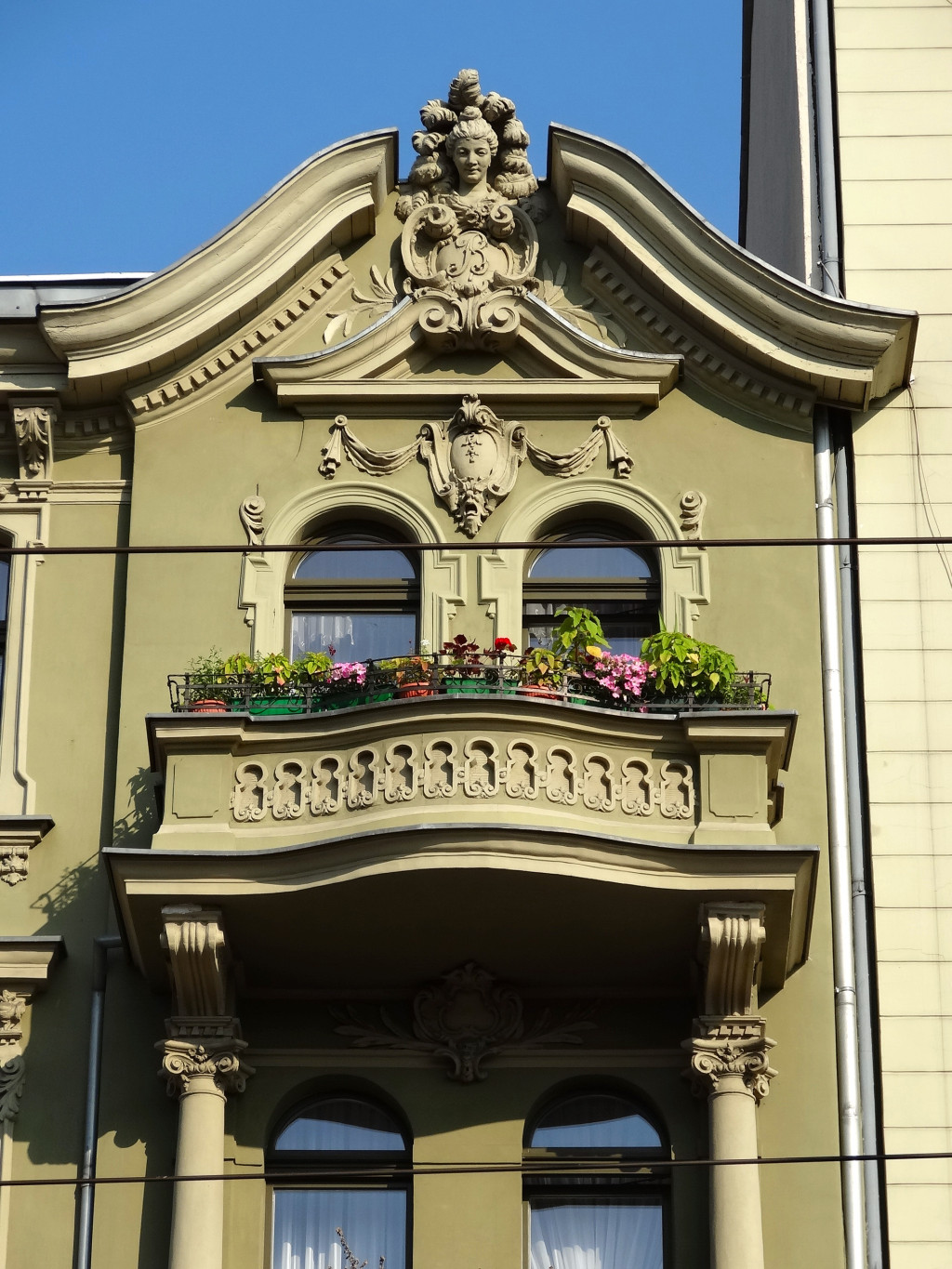
Ban công và đầu hồi
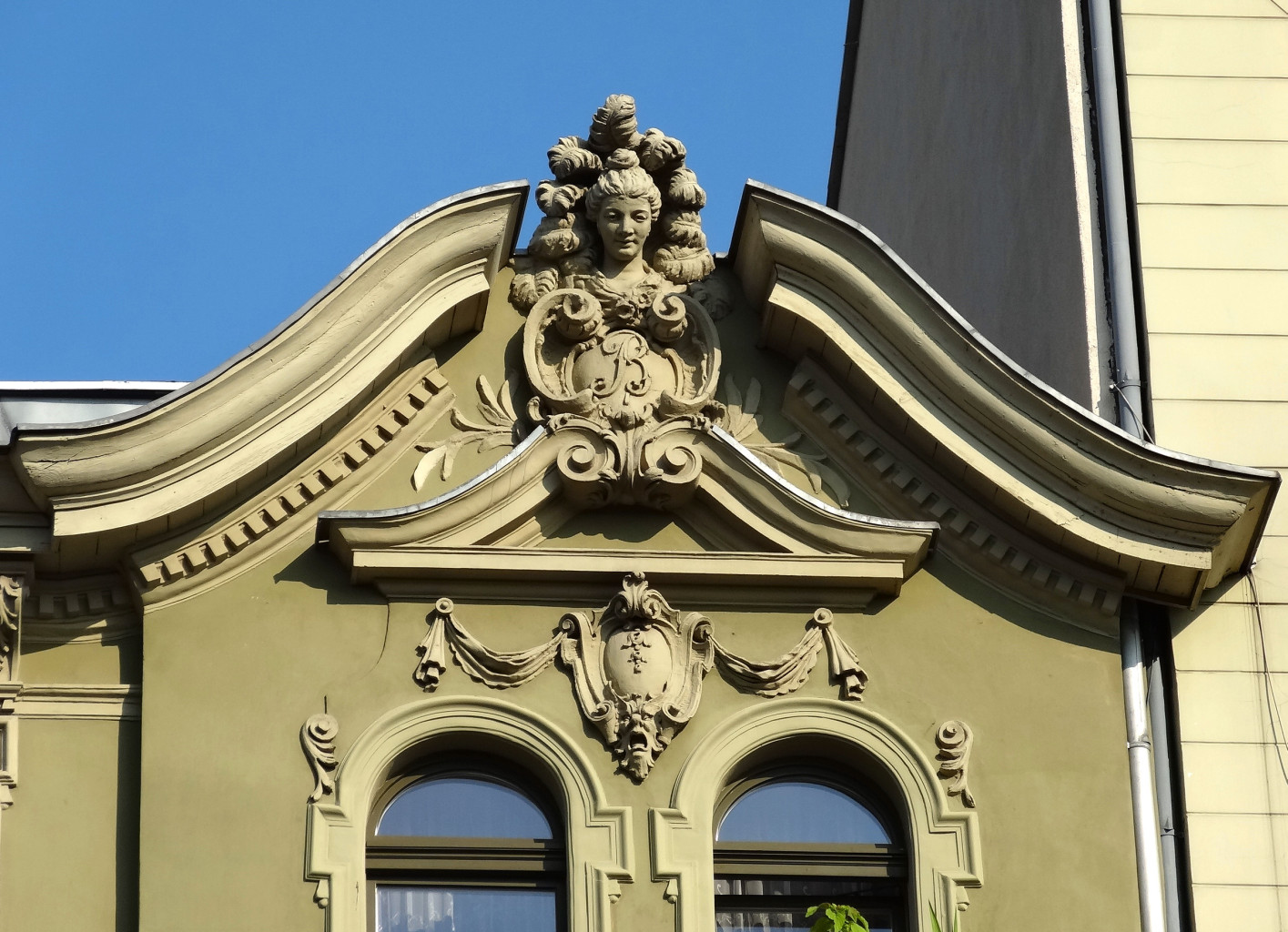
Kiến trúc oval với tên viết tắt Carl Bradtke
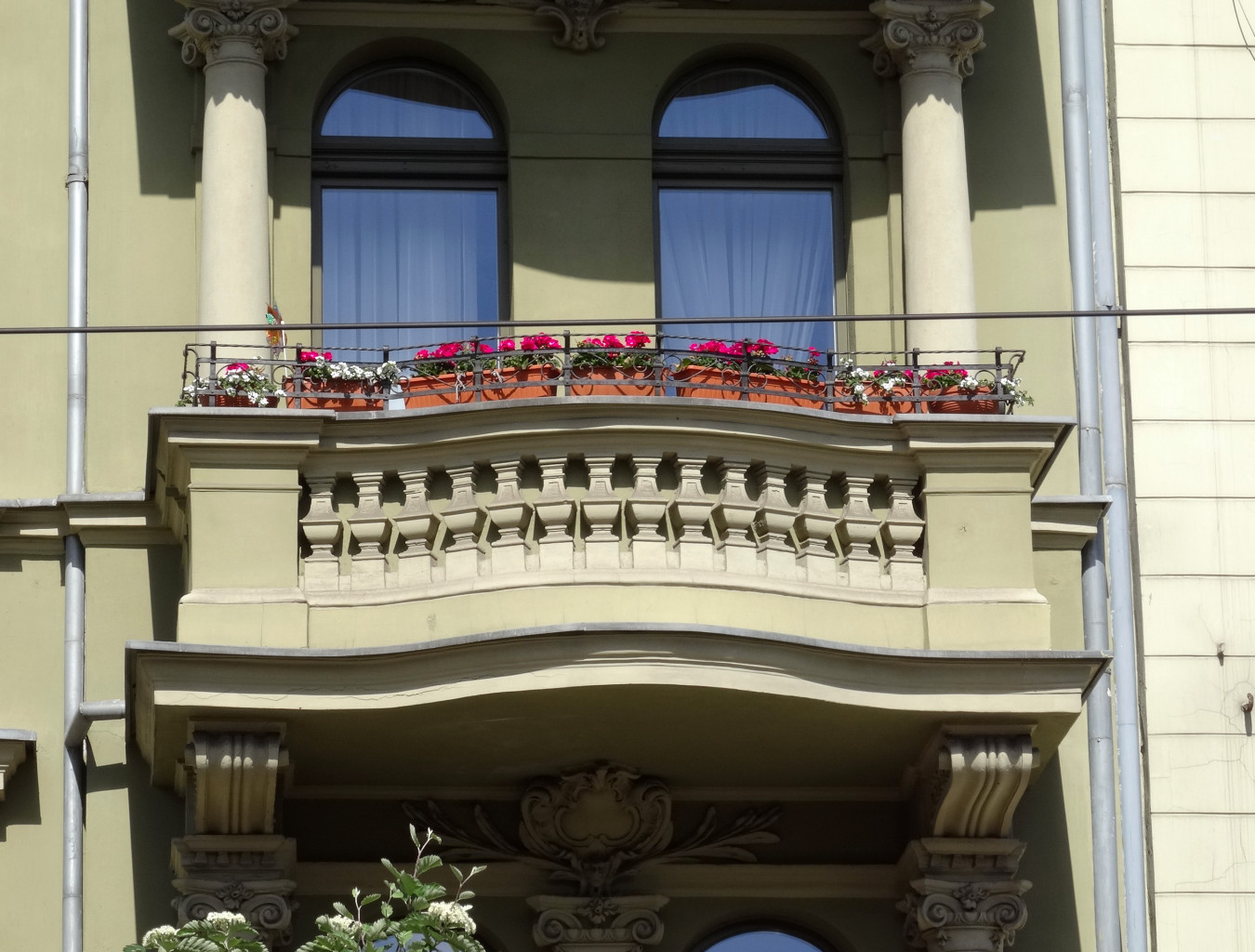
Chi tiết ban công tầng 1